# Puig dels Jueus (Vic)
El Puig dels Jueus és una muntanya de 510 metres que es troba al nord del municipi de Vic, a la comarca d'Osona. El topònim fa referència al cementiri jueu que hi havia hagut en aquell indret a partir de 1327, quan la comunitat jueva va comprar el terreny aleshores conegut com a «puig d'en Guillem de Llorenç» per construir-hi un fossarium iudaeorum et iudaearum. El cementiri no devia ser gaire gran perquè, la comunitat jueva de Vic no superava la desena de famílies i només es va usar per a l'enterrament d'una o dues generacions, fins al 1391, en què es van batejar les darreres persones jueves de Vic.
D'acord amb el Pla d'Ordenació Urbanística Municipal (POUM) aprovat el gener de 2018 —amb el vot en contra d'ERC-Som Vic i l'abstenció de Capgirem Vic i Plataforma Vigatana— pel Puig dels Jueus havia de passar un vial per descongestionar la ronda de Camprodon de Vic. El 2019 es va presentar un nou POUM amb un Pla Especial per al Puig dels Jueus a desenvolupar els propers anys amb un procés participatiu que tindria en compte l'opinió de la ciutadania. El vot d'ERC va ser clau per a la seva aprovació.
El Pla Especial del Puig dels Jueus s'ha desenvolupat com a part del projecte europeu URBACT 2019-2022), que tenia per objectiu fomentar el desenvolupament sostenible i integrat de les ciutats europees.